# Hans Markvardsson

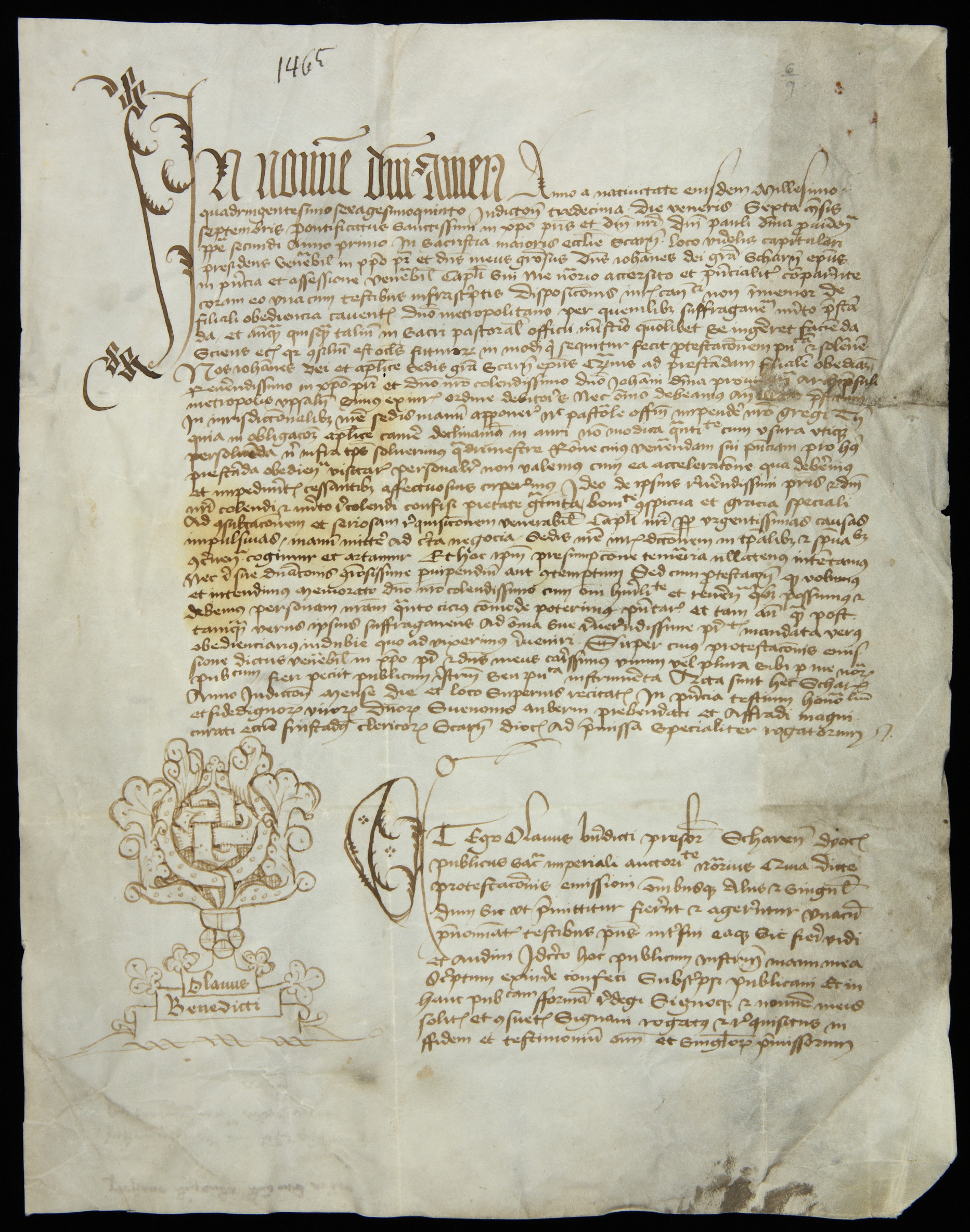
Intyg utfärdat av notarien Olof Bengtsson på uppdrag av biskop Hans (Markvardsson) i Skara.

Hans Markvardsson (Johannes Marquardi), troligen död 1480, var biskop i Skara stift.
Hans Markvardsson sändes som dekan i Skara till Rom för att tillvarata stiftets intressen. Under vistelsen i Rom valdes han 1465 till biskop i sitt stift, som hade blivit svårt härjat av de inre politiska striderna kring Karl Knutsson (Bonde) och under flera år saknat legitim stiftschef. Vid hemkomsten återfordrade han de gods, som kyrkan i stiftet berövats under hans företrädare. Hans Markvardsson syns till en början ha intagit en förmedlande ställning i unionsfrågan, men med tiden gick hans sympatier alltmer i riktning mot det nationella partiet och vid Sten Sture den äldres makttillträde var han en pålitlig anhängare av detta. Han deltog bland de svenska fullmäktige vid mötet i Jönköping 1466, mötet i Halmstad 1468 och mötet i Kalmar 1476. Hans Markvardsson syns ha nedlagt sitt ämbete 1478.